# Puck (mitologia)

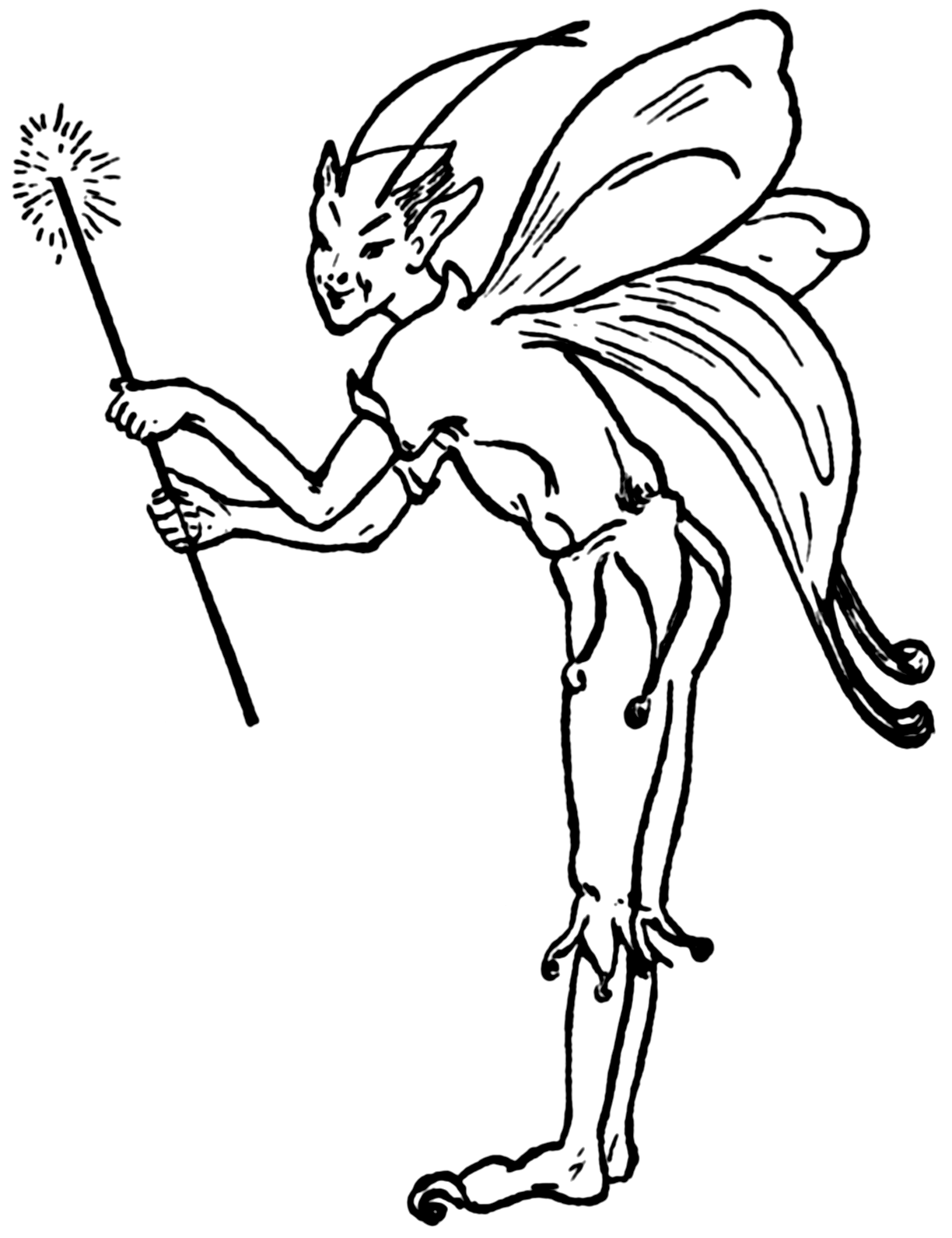
Puck rappresentato come essere fatato

Puck è uno spirito ingannatore della tradizione inglese, conosciuto anche come Robin Goodfellow e come Hobgoblin. Il termine Puck deriva dall'inglese antico pucel 'spirito maligno', un prestito dal gallese pwca  che indicava, appunto uno spirito dei boschi, dall'aspetto mutevole ed ingannatore, che attirava le persone di notte nella foresta con luci e suoni incantatori (similmente alle celtiche Dame Bianche) o rubava il latte dai mastelli nelle fattorie. 
Il Puck si può anche trasformare in cavallo e portare gli incauti nel profondo delle foreste oppure farli cadere in acqua.

## Nomi simili in altre lingue
- In Galles simili spiritelli erano definiti Pwca;
- Puki in alto norvegese;
- puke in svedese;
- puge in danese;
- puks in basso tedesco;
- pukis in Lituania e Lettonia;
- in Islanda il Púki è un piccolo demone.

A Puck viene anche associato Hobgoblin, uno spirito dei boschi che scherza con i viandanti (li aiuta o fa loro sbagliare strada).
Nel corso del Medioevo, Puck viene accostato alla figura di Robin Goodfellow. Robin Goodfellow era un folletto che, fra l'altro, aiutava le massaie nei lavori domestici. Spazzava le case e puliva gli angoli in cambio di panna e latte e smetteva subito se gli venivano offerti dei vestiti nuovi.
Queste figure a loro volta tendono a unificarsi in una sola. D'altra parte Hob è una contrazione di Robin e "robin" era un nomignolo medievale per folletto. Diventa chiaro, a questo punto, il percorso compiuto dal nome di "Robin Hood", probabilmente visto, dapprima, come una fata o un elfo.

## Puck nella cultura
Una delle più note rappresentazioni letterarie di Puck è il personaggio omonimo di Sogno di una notte di mezza estate di William Shakespeare. Un Puck folletto dispettoso è anche protagonista di due opere di Rudyard Kipling, Puck il folletto e Il ritorno di Puck; Kipling lo presenta come un piccolo fauno dagli occhi cerulei. A Puck è dedicato anche il nome di uno dei satelliti di Urano.

## Puck nei media
- Un puck (puka nel film) è al centro del racconto nel celebre film del 1950 Harvey, diretto da Henry Koster con James Stewart, il soggetto è tratto dalla pièce omonima di Mary Chase, vincitrice del premio Premio Pulitzer nel 1945. Nel 2000 l'American Film Institute lo inserì al 35º posto della classifica delle cento migliori commedie americane di tutti i tempi. [3]
- Nella serie Carnival Row il termine è riferito per identificare i personaggi "fatati" dell'ambientazione fantasy/vittoriana della serie stessa.
- Puck è un personaggio giocabile del videogioco Dota 2. Viene rappresentato come "essere fatato" in grado di sparire e spostarsi velocemente.[4]
- È un personaggio della serie televisiva animata della Disney Gargoyles - Il risveglio degli eroi.
- Rilevanza al nome è stata data anche dalla presenza di un folletto omonimo (scritto Pak) nel famoso manga Berserk di Kentarō Miura, che segue il protagonista Guts durante le sue avventure.
- Nel 2023 il cantautore Germano Bonaveri pubblica l'album Mondi Immaginati, contenente il brano Robin Goodfellow.
- Nel 2025 compare il Puck nella serie Netflix The Sandman, interpretato da Jack Gleeson.